# Циркумвалационная линия

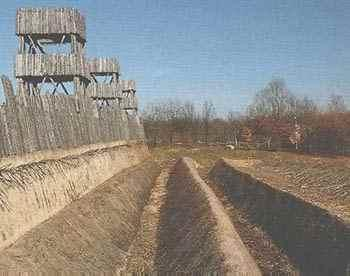
Реконструкция циркумвалационной линии, которая использовалась при осаде Алезии

Циркумвалационная линия (от лат. circum — круг и vallatio — укрепление) — непрерывная линия укреплений, которую строили войска, осуществлявшие осаду крепости для прикрытия своего тыла на случай попыток противника выручить осажденных нападением извне.
Как и контрвалационная линия, создавалась в виде сплошного рва с валом и расположенными на определенном расстоянии друг от друга башнями.
Умелое использование Юлием Цезарем циркумвалационной линии при осаде Алезии позволило римским войсками не пропустить подкрепление осажденным галлам, а затем и разгромить их.
С развитием артиллерии и повышением маневренности войск циркумвалационные линии стали создаваться в виде опорных пунктов, находившихся в огневой связи друг с другом. Некое подобие циркумвалационной линии было создано войсками коалиции во время Крымской войны.